# Liste der größten Bogenbrücken
Die folgende Liste der größten Bogenbrücken enthält Bogenbrücken, in denen N oder mehrere Bögen als tragende Bauteile enthalten sind. Nach der Art der tragenden Funktion wird nicht unterschieden. Die Liste ist nach der Spannweite geordnet. Soweit bekannt, ist auch die Gesamtlänge des Brückenbauwerkes angegeben. In der Spalte Material ist das Material des Bogens angegeben. Das Fahrbahndeck kann aus einem anderen Material, z. B. Spannbeton bestehen. Unter Beton ist regelmäßig Stahlbeton zu verstehen. CFST (Concrete Filled Steel Tubes) bezeichnet CFST-Brücken, eine in China häufig verwendete Bauweise, bei der der Brückenbogen aus Stahlrohren hergestellt wird, die zwecks größerer Festigkeit anschließend mit Beton verfüllt werden. Mit der Sortierfunktion der Spalte Material lassen sich die Brücken nach der Bauweise gruppieren. In der Spalte Schiene/Straße wird zwischen Eisenbahnbrücken und Straßenverkehrsbrücken (einschließlich Autobahnbrücken) unterschieden.
Die Länder sind mit ihrem Kfz-Kennzeichen abgekürzt.

## Die größten Bogenbrücken der Gegenwart
CFST: Concrete Filled Steel Tubes

### Brücken mit Spannweiten über 300 m
| Foto  | Rang | Name                                                                                       | überbrückt                        | Spann- weite m | Gesamt- länge m | Material            | Fertig- stellung | Schiene / Straße | Ort                                                                    | Land    |
| ----- | ---- | ------------------------------------------------------------------------------------------ | --------------------------------- | -------------- | --------------- | ------------------- | ---------------- | ---------------- | ---------------------------------------------------------------------- | ------- |
|       | 1.   | Tian’e-Longtan-Brücke                                                                      | Hongshui He                       | 600            | 2488            | Stahl-Beton-Verbund | 2024             | Straße           | Guangxi 25° 4′ 42″ N, 107° 1′ 16″ O                                    | CHN*    |
|       | 2.   | Dritte-Pingnan-Brücke                                                                      | Xun Jiang                         | 575            | 1035            | CFST                | 2020             | Straße           | Guangxi 23° 32′ 30″ N, 110° 20′ 50″ O                                  | CHN*    |
|       | 3.   | Chaotianmen-Yangtse-Brücke                                                                 | Jangtsekiang                      | 552            | 1741            | Stahl               | 2009             | Schiene Straße   | Chongqing 29° 35′ 20″ N, 106° 34′ 39″ O                                | CHN*    |
|       | 4.   | Lupu-Brücke                                                                                | Huangpu-Fluss                     | 550            | 3900            | Stahl               | 2003             | Straße           | Shanghai 31° 11′ 26″ N, 121° 28′ 35″ O                                 | CHN*    |
|       | 5.   | Bosideng-Brücke                                                                            | Jangtsekiang                      | 530            | 0841            | CFST                | 2012             | Straße           | Hejiang, Sichuan 28° 50′ 42″ N, 105° 47′ 54″ O                         | CHN*    |
|       | 6.   | New River Gorge Bridge                                                                     | New River                         | 518            | 0924            | Stahl               | 1977             | Straße           | Fayetteville, West Virginia 38° 4′ 10″ N, 81° 4′ 54″ W                 | USA     |
|       | 7.   | Bayonne Bridge                                                                             | Kill Van Kull im New Yorker Hafen | 510            | 2633            | Stahl               | 1931             | Straße           | Bayonne (New Jersey) 40° 38′ 31″ N, 74° 8′ 31″ W                       | USA     |
|       | 8.   | Xiangxi Yangtze River Bridge                                                               | Jangtsekiang                      | 508            | 490             | CFST                | 2019             | Straße           | Zigui, Hubei 30° 57′ 35″ N, 110° 45′ 33″ O                             | CHN*    |
|       | 9.   | Sydney Harbour Bridge                                                                      | Sydney Harbour                    | 503            | 1149            | Stahl               | 1932             | Schiene Straße   | Sydney, New South Wales 33° 51′ 9″ S, 151° 12′ 38″ O                   | AUS     |
| Foto? | 10.  | Nujiang-Eisenbahnbrücke                                                                    | Nu Jiang                          | 490            | 1024            | Stahl               | 2022             | Schiene          | Lamengxiang, Yunnan 24° 44′ 53″ N, 98° 56′ 55″ O                       | CHN*    |
|       | 11.  | Chenab Bridge                                                                              | Chenab                            | 467            | 1315            | Stahl               | 2022             | Schiene          | Katra, Jammu und Kashmir 33° 9′ 3″ N, 74° 52′ 59″ O                    | IND     |
|       | 12.  | Wushan-Brücke                                                                              | Jangtsekiang                      | 460            | 0612            | CFST                | 2005             | Straße           | Wushan (Chongqing) 31° 3′ 47″ N, 109° 54′ 7″ O                         | CHN*    |
|       | 13.  | Mingzhou-Brücke                                                                            | Yongjiang                         | 450            | 0650            | Stahl               | 2011             | Straße           | Ningbo, Zhejiang 29° 54′ 50″ N, 121° 39′ 2″ O                          | CHN*    |
| Foto? | 14.  | Xijiang-Eisenbahnbrücke                                                                    | Xi Jiang                          | 450            | 0618            | Stahl               | 2014             | Schiene          | Zhaoqing, Guangdong 23° 7′ 18″ N, 112° 24′ 11″ O                       | CHN*    |
|       | 15.  | Qinglong-Eisenbahnbrücke                                                                   | Beipan Jiang                      | 445            | 0721            | Beton               | 2016             | Schiene          | Qinglong, Guizhou 25° 57′ 1″ N, 105° 15′ 18″ O                         | CHN*    |
|       | 16.  | Yachi-Eisenbahnbrücke                                                                      | Yachi                             | 436            | 1004            | Stahl               | 2019             | Schiene          | Qianxi – Guiyang, Guizhou 26° 53′ 3″ N, 106° 17′ 24″ O                 | CHN*    |
|       | 17.  | Zhijinghe-Brücke                                                                           | Zhijinghe Fluss                   | 430            | 0547            | CFST                | 2009             | Straße           | Dazhipingzhen, Hubei 30° 38′ 29″ N, 110° 11′ 37″ O                     | CHN*    |
|       | 18.  | Xinguang-Brücke                                                                            | Perlfluss                         | 428            | 1083            | Stahl               | 2007             | Straße           | Guangzhou, Guangdong 23° 3′ 10″ N, 113° 19′ 18″ O                      | CHN*    |
|       | 19.  | Wanxian-Brücke                                                                             | Jangtsekiang                      | 420            | 0856            | Beton               | 1997             | Straße           | Wanzhou, Chongqing 30° 45′ 35″ N, 108° 25′ 9″ O                        | CHN*    |
|       | 20.  | Caiyuanba-Brücke                                                                           | Jangtsekiang                      | 420            | 0800            | Stahl               | 2007             | Schiene Straße   | Chongqing City 29° 32′ 36″ N, 106° 32′ 52″ O                           | CHN*    |
|       | 21.  | Qiubei-Nanpanjiang-Brücke                                                                  | Nanpan Jiang                      | 416            | 0852            | Beton               | 2016             | Schiene          | Qiubei, Yunnan 24° 18′ 5″ N, 103° 48′ 54″ O                            | CHN*    |
|       | 22.  | Lianxiang-Brücke Kombinierte Bogen- u. Schrägseilbrücke                                    | Xiang-Fluss                       | 400            | 1345            | CFST                | 2007             | Straße           | Xiangtan, Hunan 27° 53′ 23″ N, 112° 57′ 34″ O                          | CHN*    |
|       | 23.  | Daninghe-Brücke                                                                            | Daninghe                          | 400            | 0670            | Stahl               | 2010             | Straße           | Wushan (Chongqing) 31° 6′ 48″ N, 109° 53′ 22″ O                        | CHN*    |
| Foto? | 24.  | Zweite Hengqin-Brücke                                                                      | Maliuzhou Waterway                | 400            | 600             | Stahl               | 2016             | Straße           | Zhuhai, Guangdong 22° 9′ 21″ N, 113° 27′ 32″ O                         | CHN*    |
|       | 25.  | Krk-Brücke                                                                                 | Tihi Kanal                        | 390            | 1450            | Beton               | 1980             | Straße           | Krk 45° 14′ 50″ N, 14° 34′ 14″ O                                       | HR      |
|       | 26.  | Almonte-Eisenbahnbrücke                                                                    | Almonte                           | 384            | 996             | Beton               | 2016             | Schiene          | nahe Cáceres, Extremadura 39° 41′ 11″ N, 6° 27′ 39″ W                  | E       |
|       | 27.  | Fremont Bridge                                                                             | Willamette River                  | 383            | 0656            | Stahl               | 1973             | Straße           | Portland (Oregon) 45° 32′ 16″ N, 122° 40′ 59″ W                        | USA     |
|       | 28.  | Hiroshima-Flughafen-Brücke                                                                 | Nuta-Fluss                        | 380            | 500             | Stahl               | 2010             | Straße           | Hiroshima 34° 27′ 27″ N, 132° 55′ 37″ O                                | J       |
|       | 29.  | Bugrinski-Brücke                                                                           | Ob                                | 380            | 2097            | Stahl               | 2014             | Straße           | Nowosibirsk 54° 58′ 30″ N, 82° 57′ 45″ O                               | RUS*    |
|       | 30.  | Yelanghe-Eisenbahnbrücke                                                                   | Songyan-Fluss                     | 370            | 1117            | Beton               | 2018             | Schiene          | Yelangzhen, Guizhou 28° 24′ 25″ N, 106° 49′ 14″ O                      | CHN*    |
| Foto? | 31.  | Maocaojie Brücke                                                                           | Mupinhu                           | 368            | 2848            | CFST                | 2007             | Straße           | Yiyang, Hunan 29° 3′ 44″ N, 112° 18′ 7″ O                              | CHN*    |
|       | 32.  | Port Mann Bridge wurde 2012 durch Schrägseilbrücke ersetzt und bis Oktober 2015 abgerissen | Fraser River                      | 366            | 2092            | Stahl               | 1964             | Straße           | Surrey (British Columbia) 49° 13′ 16″ N, 122° 48′ 46″ W                | CDN     |
| Foto? | 33.  | Zhaohua-Brücke                                                                             | Jialing Jiang                     | 364            | 0864            | Beton               | 2012             | Straße           | Guangyuan, Sichuan 32° 18′ 4″ N, 105° 43′ 55″ O                        | CHN*    |
|       | 34.  | Yajisha-Brücke                                                                             | Perlfluss                         | 360            | 1084            | CFST                | 2000             | Straße           | Guangzhou, Guangdong 23° 3′ 36″ N, 113° 16′ 9″ O                       | CHN*    |
|       | 35.  | Wanzhou Jangtsekiang Eisenbahnbrücke                                                       | Jangtsekiang                      | 360            | 1106            | Stahl               | 2005             | Eisenbahn        | Wanzhou, Chongqing 30° 46′ 12″ N, 108° 24′ 59″ O                       | CHN*    |
|       | 36.  | Zongxihe-Brücke                                                                            | Liuchong He                       | 360            | 924             | CFST                | 2015             | Straße           | Nayong, Guizhou 27° 1′ 23″ N, 105° 14′ 28″ O                           | CHN*    |
|       | 37.  | Najiehe-Eisenbahnbrücke                                                                    | Sancha He                         | 352            | 810             | Stahl               | 2016             | Schiene          | Liuchangxiang, Guizhou 26° 42′ 10″ N, 106° 9′ 47″ O                    | CHN*    |
|       | 38.  | Puente de las Américas                                                                     | Panamakanal                       | 344            | 1669            | Stahl               | 1962             | Straße           | Panama-Stadt 8° 56′ 35″ N, 79° 33′ 54″ W                               | PA      |
|       | 39.  | Margaret McDermott Bridge                                                                  | Trinity River                     | 343            |                 | Stahl               | 2017             | Straße           | Dallas, Texas 32° 46′ 13″ N, 96° 49′ 7″ W                              | USA     |
|       | 40.  | Xiaohe-Brücke                                                                              |                                   | 338            | 0503            | CFST                | 2010             | Straße           | nahe Enshi, Hubei 30° 11′ 37″ N, 109° 13′ 34″ O                        | CHN*    |
|       | 41.  | Taipinghu-Brücke                                                                           | Taiping See                       | 336            | 492             | CFST                | 2007             | Straße           | bei Pinghuzhen, Huangshan, Anhui 30° 19′ 47″ N, 117° 57′ 4″ O          | CHN*    |
|       | 42.  | Dashengguan-Brücke Schnellfahrstrecke Peking–Shanghai                                      | Jangtsekiang                      | 336            | 9200            | Stahl               | 2009             | Schiene          | Nanjing, Jiangsu 31° 57′ 36″ N, 118° 37′ 52″ O                         | CHN*    |
| Foto? | 43.  | Meishan-Hongqiao-Brücke                                                                    | Meishan-Hafen                     | 336            | 1970            | Stahl               | 2017             | Straße           | Ningbo, Zhejiang 29° 46′ 2″ N, 121° 55′ 34″ O                          | CHN*    |
|       | 44.  | Laviolette-Brücke                                                                          | Sankt-Lorenz-Strom                | 335            | 2707            | Stahl               | 1967             | Straße           | Trois-Rivières, Québec 46° 18′ 24″ N, 72° 33′ 38″ W                    | CDN     |
|       | 45.  | Nanning Yonghe Brücke                                                                      | Yong Fluss                        | 335            | 398             | CFST                | 2004             | Straße           | Nanning, Guangxi 22° 48′ 14″ N, 108° 17′ 32″ O                         | CHN*    |
|       | 46.  | Silver Jubilee Bridge                                                                      | Mersey                            | 330            | 0497            | Stahl               | 1961             | Straße           | Runcorn, Cheshire 53° 20′ 45″ N, 2° 44′ 18″ W                          | GB      |
|       | 47.  | Žďákov-Brücke                                                                              | Orlík-Stausee                     | 330            | 0543            | Stahl               | 1965             | Straße           | Orlík nad Vltavou, Okres Písek 49° 30′ 15″ N, 14° 11′ 0″ O             | CZ      |
|       | 48.  | Jiangjiehe-Brücke                                                                          | Wujiang Fluss                     | 330            | 0461            | Beton               | 1993             | Straße           | Weng’an, Guizhou 27° 17′ 55″ N, 107° 22′ 19″ O                         | CHN*    |
|       | 49.  | Birchenough Bridge                                                                         | Save                              | 329            | 0378            | Stahl               | 1935             | Straße           | nahe Chipinge, Manicaland 19° 57′ 44″ S, 32° 20′ 37″ O                 | ZW      |
|       | 50.  | Theodore Roosevelt Lake Bridge                                                             | Theodore Roosevelt Lake           | 329            |                 | Stahl               | 1990             | Straße           | Roosevelt, Arizona 33° 40′ 26″ N, 111° 9′ 26″ W                        | USA     |
|       | 51.  | Mike O’Callaghan-Pat Tillman Memorial Bridge                                               | Colorado River                    | 323            | 0580            | Beton               | 2010             | Straße           | neben Hoover Dam nahe Las Vegas, Nevada 36° 0′ 45″ N, 114° 44′ 29″ W   | USA     |
|       | 52.  | Glen-Canyon-Brücke                                                                         | Colorado River                    | 313            | 0387            | Stahl               | 1959             | Straße           | Page (Arizona) 36° 56′ 9″ N, 111° 29′ 0″ W                             | USA     |
|       | 53.  | Yong-Jiang Bridge                                                                          | Yong-Fluss                        | 312            | 0458            | Beton               | 1996             | Straße           | Yongning (Nanning), Guangxi 22° 45′ 51″ N, 108° 29′ 6″ O               | CHN*    |
|       | 54.  | Chunan-Nanpu-Brücke                                                                        | Xin'anjiang Stausee               | 308            | 0330            | CFST                | 2003             | Straße           | Chun’an, Zhejiang 29° 40′ 4″ N, 118° 49′ 28″ O                         | CHN*    |
|       | 55.  | Pentele-Brücke                                                                             | Donau                             | 308            | 1673            | Stahl               | 2007             | Straße           | Dunaújváros, Fejér 46° 54′ 11″ N, 18° 57′ 27″ O                        | H       |
| Foto? | 56.  | Fenghuang Third Bridge                                                                     | Hengli-Kanal                      | 308            | 510             | Stahl               | 2017             | Straße           | Nansha, Guangzhou, Guangdong 22° 44′ 44″ N, 113° 30′ 40″ O             | CHN*    |
|       | 57.  | Lewiston–Queenston Bridge                                                                  | Niagara River                     | 305            | 0488            | Stahl               | 1962             | Straße           | Lewiston, NY / Queenston, Ontario 43° 9′ 11″ N, 79° 2′ 40″ W           | USA CDN |
|       | 58.  | Gladesville-Brücke                                                                         | Parramatta River                  | 305            | 0579            | Beton               | 1964             | Straße           | Sydney, New South Wales 33° 50′ 31″ S, 151° 8′ 52″ O                   | AUS     |
|       | 59.  | Van Brienenoordbrug Westliche Brücke                                                       | Nieuwe Maas                       | 305            | 1320            | Stahl               | 1990             | Straße           | Rotterdam, Zuid-Holland 51° 54′ 13″ N, 4° 32′ 33″ O                    | NL      |
|       | 60.  | Shin Kizugawa-Brücke                                                                       | Yodo                              | 305            | 0495            | Stahl               | 1994             | Straße           | Osaka, Präfektur Osaka 34° 37′ 33″ N, 135° 27′ 47″ O                   | J       |
|       | 61.  | Perrine Bridge                                                                             | Snake River                       | 303            | 0457            | Stahl               | 1976             | Straße           | Twin Falls, Idaho 42° 36′ 1″ N, 114° 27′ 14″ W                         | USA     |
|       | 62.  | Seri-Saujana-Brücke Kombinierte Bogen- u. Schrägseilbrücke                                 | Putrajaya-See                     | 300            | 0446            | Stahl               | 2002             | Straße           | Putrajaya, Federal Territory of Putrajaya 2° 54′ 49″ N, 101° 40′ 35″ O | MAL     |
|       | 63.  | Chancheng Dongping-Brücke                                                                  | Dongping Shuidao                  | 300            | 1427            | Stahl               | 2006             | Straße           | Foshan, Guangdong 22° 58′ 39″ N, 113° 7′ 4″ O                          | CHN*    |
|       | 64.  | Ling-Tie-Brücke auch:Nanning-Brücke                                                        | Yong-Fluss                        | 300            | 0734            | Stahl               | 2009             | Straße           | Nanning, Guangxi 22° 47′ 7″ N, 108° 22′ 4″ O                           | CHN*    |
|       | 65.  | Karun 4 Dam Bridge                                                                         | Karun-4-Stausee                   | 300            | 378             | Stahl               | 2015             | Straße           | Kabusi, Tschahar Mahal und Bachtiyari 31° 38′ 29″ N, 50° 29′ 24″ O     | IR      |
|       | 66.  | Tsakona-Brücke                                                                             | Tsakona-Fluss                     | 300            | 490             | Stahl               | 2016             | Straße           | nahe Meligalas, Peloponnes 37° 17′ 45″ N, 22° 1′ 33″ O                 | GR      |
|       | 67.  | Xianghuoyan-Brücke                                                                         | Qingshui-Fluss                    | 300            | 839             | CFST                | 2018             | Straße           | Hefengxiang, Guizhou 26° 57′ 48″ N, 106° 55′ 2″ O                      | CHN*    |

### Brücken mit Spannweiten von 300 m bis 200 m
(Die Nummerierung der Brücken dient nur der leichteren Auffindung; sie stellt keine Rangordnung dar.)
| Foto  | Nr.  | Name                                             | überbrückt                             | Spann- weite m | Gesamt- länge m | Material      | Fertig- stellung | Schiene / Straße                       | Ort                                                                               | Land    |
| ----- | ---- | ------------------------------------------------ | -------------------------------------- | -------------- | --------------- | ------------- | ---------------- | -------------------------------------- | --------------------------------------------------------------------------------- | ------- |
|       | 100. | Hell Gate Bridge                                 | East River                             | 298            | 5200            | Stahl         | 1918             | Schiene                                | New York City 40° 46′ 57″ N, 73° 55′ 19″ W                                        | USA     |
|       | 101. | Ōmishima-Brücke                                  | Seto-Inlandsee                         | 297            | 0328            | Stahl         | 1979             | Straße                                 | Präfektur Ehime 34° 12′ 56″ N, 133° 3′ 21″ O                                      | J       |
|       | 102. | Zweite Ondo-Brücke                               | Ondo-no-seto                           | 292            |                 | Stahl         | 2013             | Straße                                 | Ondochō, Akigun (heute Kureshi), Hiroshimaken 34° 11′ 53″ N, 132° 32′ 20″ O       | J       |
|       | 103. | Brücke der Freundschaft                          | Río Paraná                             | 290            | 0552            | Beton         | 1965             | Straße                                 | Foz do Iguaçu, Paraná Ciudad del Este, Alto Paraná 25° 30′ 34″ S, 54° 36′ 4″ W    | BR PY   |
|       | 104. | Fengjie-Meixi-Brücke                             | Meixi-Fluss                            | 288            | 0480            | CFST          | 2001             | Straße                                 | Fengjie, Chongqing 31° 3′ 40″ N, 109° 31′ 5″ O                                    | CHN*    |
|       | 105. | Rainbow Bridge                                   | Niagara River                          | 286            | 0442            | Stahl         | 1941             | Straße                                 | Niagara Falls (New York) Niagara Falls (Ontario) 43° 5′ 25″ N, 79° 4′ 4″ W        | USA CDN |
|       | 106. | Van Brienenoordbrug östliche Brücke              | Nieuwe Maas                            | 287            | 1306            | Stahl         | 1965             | Straße                                 | Rotterdam, Zuid-Holland 51° 54′ 13″ N, 4° 32′ 33″ O                               | NL      |
|       | 107. | De Oversteek                                     | Waal                                   | 285            | 1195            | Stahl         | 2013             | Straße                                 | Nijmegen, Gelderland 51° 51′ 29″ N, 5° 50′ 28″ O                                  | NL      |
|       | 108. | 2nd Blue Water Bridge                            | St. Clair River                        | 281            | 1862            | Stahl         | 1997             | Straße                                 | Port Huron, Michigan Sarnia, Ontario 42° 59′ 54″ N, 82° 25′ 25″ W                 | USA CDN |
|       | 109. | Qingchuan-Brücke                                 | Hanshui                                | 280            | 0742            | CFST          | 2000             | Straße                                 | Wuhan, Hubei 30° 33′ 59″ N, 114° 16′ 44″ O                                        | CHN*    |
|       | 110. | Yumemai-Brücke Schwimmende Bogenbrücke           | Osaka-Bucht                            | 280            | 0871            | Stahl         | 2001             | Straße                                 | Osaka 34° 39′ 32″ N, 135° 23′ 59″ O                                               | J       |
|       | 111. | Ponte Infante Dom Henrique                       | Douro                                  | 280            | 0371            | Beton         | 2002             | Straße                                 | Porto – Vila Nova de Gaia 41° 8′ 28″ N, 8° 36′ 6″ W                               | P       |
| Foto? | 112. | Dongguan-Suidao Bridge                           | Dongguan Channel                       | 280            | 0380            | CFST          | 2005             | Straße                                 | Dongguan, Guangdong 23° 1′ 32″ N, 113° 41′ 57″ O                                  | CHN*    |
|       | 113. | Almöbron 1980 eingestürzt                        | Askeröfjord                            | 278            | 660             | Stahl         | 1960             | Straße                                 | Stenungsund, Västra Götalands län 58° 3′ 34″ N, 11° 46′ 50″ O                     | S       |
|       | 114. | Moundsville Bridge                               | Ohio River                             | 278            |                 | Stahl         | 1986             | Straße                                 | Moundsville, West Virginia 39° 54′ 48″ N, 80° 45′ 15″ W                           | USA     |
|       | 115. | Jefferson Barracks Bridge                        | Mississippi River                      | 277            | 1219            | Stahl         | 1983/1992        | Straße                                 | St. Louis, Missouri 38° 29′ 14″ N, 90° 16′ 38″ W                                  | USA     |
| Foto? | 116. | Yongjiang-Eisenbahnbrücke                        | Yong-Fluss                             | 276            | 2662            | Stahl         | 2013             | Schiene                                | Nanning, Guangxi 22° 47′ 18″ N, 108° 25′ 56″ O                                    | CHN*    |
|       | 117. | Eto-Brücke                                       | Gokase Fluss                           | 275            | 385             | Stahl         | 1995             | Straße                                 | Nobeoka, Miyazaki, Kyūshū 32° 36′ 15″ N, 131° 28′ 46″ O                           | J       |
|       | 118. | Yichan Yangtze River Railway Bridge              | Jangtsekiang                           | 275            | 2527            | Beton / Stahl | 2008             | Schiene                                | Yichang, Hubei 30° 39′ 21″ N, 111° 19′ 32″ O                                      | CHN*    |
|       | 119. | Hernando de Soto Bridge                          | Mississippi River                      | 274            | 1981            | Stahl         | 1973             | Straße                                 | Memphis (Tennessee) 35° 9′ 10″ N, 90° 3′ 50″ W                                    | USA     |
|       | 120. | Chaoyang-Bogenbrücke                             | Jialing Jiang                          | 274            |                 | Stahl         | 2011             | Straße                                 | Beibei, Chongqing 29° 49′ 12″ N, 106° 26′ 51″ O                                   | CHN*    |
|       | 121. | Bloukrans Bridge                                 | Bloukrans River                        | 272            | 0451            | Beton         | 1984             | Straße                                 | nahe Plettenberg Bay, Westkap 33° 58′ 2″ S, 23° 38′ 43″ O                         | ZA      |
|       | 122. | Ponte da Arrábida                                | Douro                                  | 270            | 0493            | Beton         | 1963             | Straße                                 | Porto, Porto 41° 8′ 51″ N, 8° 38′ 25″ W                                           | P       |
|       | 123. | Eau Rouge-Talbrücke                              | Eau Rouge                              | 270            | 652             | Stahl         | 1993             | Straße                                 | Malmedy, Provinz Lüttich 50° 26′ 49″ N, 6° 0′ 25″ O                               | B       |
| Foto? | 124. | Sanan-YongJiang-Brücke                           | Yong-Fluss                             | 270            |                 | CFST          | 1998             | Straße                                 | Nanning, Guangxi 22° 47′ 19″ N, 108° 25′ 53″ O                                    | CHN*    |
| Foto? | 125. | Nördl.-Beimen-Brücke                             | Meeresarm                              | 270            | 0345            | CFST          | 2006             | Straße                                 | Xiaotanxiang, Zhejiang 29° 9′ 23″ N, 121° 49′ 6″ O                                | CHN*    |
| Foto? | 126. | Südl.-Beimen-Brücke                              | Meeresarm                              | 270            | 0375            | CFST          | 2006             | Straße                                 | Xiaotanxiang, Zhejiang 29° 9′ 6″ N, 121° 49′ 3″ O                                 | CHN*    |
|       | 127. | Talbrücke Froschgrundsee                         | Froschgrundsee                         | 270            | 0798            | Beton         | 2010             | Schiene                                | Weißenbrunn vorm Wald, Bayern 50° 21′ 18″ N, 11° 1′ 20″ O                         | D       |
|       | 128. | Grümpentalbrücke                                 | Grümpen                                | 270            | 1104            | Beton         | 2011             | Schiene                                | nahe Schalkau, Thüringen 50° 23′ 25″ N, 11° 2′ 8″ O                               | D       |
|       | 129. | Gen.-Elżbieta-Zawacka-Brücke                     | Weichsel                               | 270            | 540             | Stahl         | 2013             | Straße                                 | Toruń, Kujawien-Pommern 53° 0′ 54″ N, 18° 39′ 17″ O                               | PL      |
| Foto? | 130. | Beishengou-Brücke                                |                                        | 269            | 683             | CFST          | 2011             | Straße                                 | Qinshui, Jincheng, Shanxi 35° 40′ 40″ N, 112° 13′ 6″ O                            | CHN*    |
|       | 131. | Blennerhassett Island Bridge                     | Ohio River                             | 268            | 1222            | Stahl         | 2008             | Straße                                 | Belpre Township, Ohio – Washington, West Virginia 39° 16′ 37″ N, 81° 38′ 49″ W    | USA     |
| Foto? | 132. | Modaoxi-Brücke                                   | Modaoxi-Fluss                          | 266            |                 | Beton         | 2005             | Straße                                 | Gulin, Sichuan 28° 3′ 29″ N, 105° 42′ 36″ O                                       | CHN*    |
|       | 133. | Fujikawa-Brücken                                 | Fuji-kawa                              | 265            | 381             | Beton         | 2005             | Straße                                 | Fujinomiya/Fuji, Shizuoka 35° 10′ 52″ N, 138° 36′ 38″ O                           | J       |
|       | 134. | Sandöbrücke                                      | Ångermanälven                          | 264            | 810             | Beton         | 1943             | Straße                                 | Kramfors, Västernorrlands län 62° 52′ 59″ N, 17° 52′ 37″ O                        | S       |
|       | 135. | Eisenbahnviadukt über den Contreras-Stausee      | Contreras-Stausee                      | 261            | 587             | Beton         | 2009             | Schiene                                | Villargordo del Cabriel, Provinz Valencia 39° 32′ 52″ N, 1° 30′ 54″ W             | E       |
|       | 136. | Saigo-Brücke                                     | Meeresarm                              | 260            | 270             | Stahl         | 1977             | Straße                                 | Okinoshima, Präfektur Shimane 36° 12′ 5″ N, 133° 19′ 25″ O                        | J       |
|       | 137. | Tensho-Brücke                                    | Gokase Fluss                           | 260            | 0463            | Beton         | 2000             | Straße                                 | Hinokage, Präfektur Miyazaki 32° 40′ 55″ N, 131° 19′ 55″ O                        | J       |
|       | 138. | Chitose-Brücke                                   |                                        | 260            | 0365            | Stahl         | 2003             | Straße                                 | Osaka 34° 38′ 47″ N, 135° 27′ 32″ O                                               | J       |
|       | 139. | Rongzhou-Brücke                                  | Jinsha Jiang                           | 260            |                 | CFST          | 2005             | Straße                                 | Yibin, Sichuan 28° 46′ 0″ N, 104° 37′ 43″ O                                       | CHN*    |
| Foto? | 140. | Jing Yang Bridge                                 | Jing Yang Stausee                      | 260            | 519             | Stahl         | 2007             | Straße                                 | Jingyangzhen, Hubei 30° 21′ 29″ N, 109° 58′ 58″ O                                 | CHN*    |
|       | 141. | Julien Dubuque Bridge                            | Mississippi River                      | 258            | 1756            | Stahl         | 1943             | Straße                                 | Dubuque (Iowa) 42° 29′ 30″ N, 90° 39′ 22″ W                                       | USA     |
|       | 142. | Henry Hudson Bridge                              | Spuyten Duyvil Creek                   | 256            | 673             | Stahl         | 1936             | Straße                                 | New York City 40° 52′ 40″ N, 73° 55′ 18″ W                                        | USA     |
|       | 143. | Brücke der Solidarität                           | Rhein                                  | 256            | 1123            | Stahl         | 1950             | Straße                                 | Duisburg, Nordrhein-Westfalen 51° 24′ 54″ N, 6° 44′ 19″ O                         | D       |
| Foto? | 144. | Zigui-Brücke                                     | Qinggan River                          | 256            | 0312            | CFST          | 2002             | Straße                                 | Zigui, Hubei 30° 58′ 29″ N, 110° 36′ 42″ O                                        | CHN*    |
| Foto? | 145. | Kuige-Brücke                                     |                                        | 256            | 0610            | CFST          | 2011             | Straße                                 | Guang’an, Sichuan 30° 29′ 22″ N, 106° 39′ 29″ O                                   | CHN*    |
|       | 146. | Kishiwada-Brücke                                 | Alter Hafen Kishiwada                  | 255            | 0445            | Stahl         | 1993             | Straße                                 | Kishiwada, Präfektur Osaka 34° 28′ 9″ N, 135° 22′ 11″ O                           | J       |
|       | 147. | Jogakura-Brücke                                  |                                        | 255            |                 | Stahl         | 1995             | Straße                                 | Aomori, Honshū 40° 39′ 2″ N, 140° 49′ 35″ O                                       | J       |
|       | 148. | Puente de Los Tilos                              | Barranco de Agua                       | 255            | 0319            | Beton         | 2004             | Straße                                 | San Andrés y Sauces, La Palma, Kanarische Inseln 28° 47′ 54″ N, 17° 46′ 16″ W     | E       |
|       | 149. | Mengdonghe Bridge Zhanghua                       | Mengdong-Fluss                         | 255            | 572             | CFST          | 2013             | Straße                                 | Yongshun, Hunan 28° 52′ 18″ N, 109° 50′ 22″ O                                     | CHN*    |
|       | 150. | Zandhazenbrug                                    | Rijksweg 1                             | 255            | 255             | Stahl         | 2016             | Schiene                                | Muiderberg, Gooise Meren, Noord-Holland 52° 19′ 1″ N, 5° 5′ 57″ O                 | NL      |
|       | 151. | Shin-Hamadera-Brücke                             | Hamadera Kanal                         | 254            | 0256            | Stahl         | 1994             | Straße                                 | Sakai, Präfektur Osaka 34° 33′ 0″ N, 135° 26′ 30″ O                               | J       |
| Foto? | 152. | Nishinomiyako-Brücke                             | Hafeneinfahrt                          | 252            |                 | Stahl         | 1994             | Straße                                 | Nishinomiya, Präfektur Hyōgo, Honshū 34° 42′ 51″ N, 135° 20′ 30″ O                | J       |
|       | 153. | Talbrücke Wilde Gera                             | Wilde Gera                             | 252            | 0552            | Beton         | 2000             | Straße                                 | Gehlberg, Thüringen 50° 42′ 54″ N, 10° 47′ 15″ O                                  | D       |
|       | 154. | Karun-3-Stauseebrücke                            | Karun-3 Stausee                        | 252            |                 | Stahl         | 2005             | Straße                                 | Bajool, Chuzestan 31° 46′ 54″ N, 50° 7′ 6″ O                                      | IR      |
| Foto? | 155. | Qiandao-Brücke                                   | Qiandao-See                            | 252            | 1340            | CFST          | 2006             | Straße                                 | Chun’an, Zhejiang 29° 33′ 54″ N, 119° 11′ 11″ O                                   | CHN*    |
|       | 156. | Bob Cummings – Lincoln Trail Bridge              | Ohio River                             | 251            | 0825            | Stahl         | 1966             | Straße                                 | Cannelton (Indiana) 37° 54′ 12″ N, 86° 44′ 38″ W                                  | USA     |
|       | 157. | Changfeng Bridge Hanjiangwuqiao Bridge           | Han Jiang                              | 251            | 0372            | CFST          | 2001             | Straße                                 | Wuhan, Hubei 30° 36′ 12″ N, 114° 9′ 39″ O                                         | CHN*    |
|       | 158. | I-57 Bridge                                      | Mississippi River                      | 250            | 1246            | Stahl         | 1978             | Straße                                 | Cairo, Illinois – Charleston, Missouri 37° 1′ 23″ N, 89° 12′ 42″ W                | USA     |
|       | 159. | Hammer Eisenbahnbrücke                           | Rhein                                  | 250            | 0813            | Stahl         | 1987             | Schiene                                | Düsseldorf, NRW 51° 12′ 30″ N, 6° 43′ 51″ O                                       | D       |
|       | 160. | Pont Chateaubriand                               | Rance                                  | 250            | 0424            | Beton         | 1991             | Straße                                 | Plouër-sur-Rance, Côtes-d’Armor 48° 32′ 14″ N, 1° 58′ 17″ W                       | F       |
|       | 161. | Imari Bay Bridge                                 | Imari Bay                              | 250            | 0651            | Stahl         | 2003             | Straße                                 | Imari, Präfektur Saga 33° 18′ 13″ N, 129° 49′ 47″ O                               | J       |
|       | 162. | Fehmarnsundbrücke                                | Fehmarnsund                            | 248            | 0983            | Stahl         | 1963             | Schiene Straße                         | Fehmarn, Schleswig-Holstein 54° 24′ 0″ N, 11° 6′ 42″ O                            | D       |
|       | 163. | Svinesundbrücke                                  | Svinesund                              | 247            | 0704            | Beton         | 2005             | Straße                                 | Strömstad, Västra Götalands län Halden, Østfold 59° 5′ 40″ N, 11° 15′ 6″ O        | S N     |
|       | 164. | Ayub Bridge dahinter die Lansdowne Bridge (1889) | Indus                                  | 246            |                 | Stahl         | 1962             | Schiene                                | Sukkur, Sindh 27° 41′ 38″ N, 68° 53′ 18″ O                                        | PK      |
|       | 165. | Kurabrücke Šibenik                               | Meeresbucht                            | 246            | 0390            | Beton         | 1966             | Straße                                 | Šibenik, Šibenik-Knin 43° 45′ 45″ N, 15° 50′ 57″ O                                | HR      |
|       | 166. | Adomi-Brücke                                     | Volta                                  | 245            |                 | Stahl         | 1957             | Straße                                 | Atimpoku, Eastern Region 6° 14′ 20″ N, 0° 5′ 45″ O                                | GH      |
|       | 167. | Barelang-Brücke                                  | Meeresarm                              | 245            | 0385            | Beton         | 1997             | Straße                                 | Rempang – Galang vor Sumatra 0° 46′ 59″ N, 104° 10′ 33″ O                         | RI      |
| Foto? | 168. | Jiantiao-Brücke                                  | Jiantiaogang                           | 245            | 0507            | CFST          | 2001             | Straße                                 | Sanmen, Zhejiang 29° 2′ 15,1″ N, 121° 36′ 56,1″ O                                 | CHN*    |
|       | 169. | Waalbrücke Nijmegen                              | Waal                                   | 244            | 0604            | Stahl         | 1936             | Straße                                 | Nijmegen, Gelderland 51° 51′ 4″ N, 5° 52′ 19″ O                                   | NL      |
|       | 170. | Sherman Minton Bridge                            | Ohio River                             | 244            | 0626            | Stahl         | 1962             | Straße                                 | Louisville (Kentucky) 38° 16′ 42″ N, 85° 49′ 19″ W                                | USA     |
|       | 171. | Krk-Brücke, kleiner Bogen                        | Burni kanal                            | 244            |                 | Beton         | 1980             | Straße                                 | Krk, Kroatien 45° 14′ 37″ N, 14° 33′ 53″ O                                        | HR      |
|       |      | Auckland Harbour Bridge                          | Waitematā Harbour                      | 243,8          | 1021            | Stahl         | 1959             | Straße                                 | Auckland 36° 49′ 46″ S, 174° 44′ 48″ O                                            | NZL     |
| Foto? | 172. | Takiyamakyō-Brücke                               | Takiyamagawa/Ryūkiko                   | 243            |                 | Stahl         | 1997             | Straße                                 | Aki-Ōta, Hiroshima, Honshū 34° 39′ 4″ N, 132° 17′ 41″ O                           | J       |
|       | 173. | Xinlongmens Bridge New Dragon’s Gate bridge      | Daning-Fluss                           | 243            |                 | CFST          | 2010             | Straße                                 | Wushan, Chongqing 31° 5′ 47″ N, 109° 53′ 47″ O                                    | CHN*    |
|       | 174. | Dongping-Kanal-Brücke                            | Dongping-Kanal                         | 242            | 0442            | Stahl         | 2009             | Schiene                                | Foshan, Guangdong 23° 2′ 41″ N, 113° 12′ 58″ O                                    | CHN*    |
|       | 175. | Juscelino-Kubitschek-Brücke                      | Paranoá-See                            | 240            | 1200            | Stahl         | 2002             | Straße                                 | Brasília 15° 49′ 25″ S, 47° 49′ 46″ W                                             | BR      |
|       | 176. | Jinshajiang Xiaonanmen Brücke                    | Jinsha Jiang                           | 240            | 0387            | Beton         | 1990             | Straße                                 | Yibin, Sichuan 28° 45′ 50″ N, 104° 37′ 29″ O                                      | CHN*    |
|       | 177. | Neue Saikai-Brücke                               | Hario-Meerenge                         | 240            |                 | CFST          | 2006             | Straße                                 | Nagasaki, Kyūshū 33° 3′ 15″ N, 129° 45′ 17″ O                                     | J       |
|       | 178. | West End Bridge                                  | Ohio River                             | 238            | 0603            | Stahl         | 1932             | Straße                                 | Pittsburgh, Pennsylvania 40° 26′ 47″ N, 80° 1′ 37″ W                              | USA     |
|       | 179. | Tongwamen Brücke                                 | Hafeneinfahrt                          | 238            |                 | CFST          | 2001             | Straße                                 | Tongwamen, Zhejiang 29° 12′ 54″ N, 121° 57′ 33″ O                                 | CHN*    |
|       | 180. | Werkspoorbrug                                    | Amsterdam-Rhein-Kanal                  | 237            | 255             | Stahl         | 2002             | Schiene                                | Utrecht 52° 6′ 37″ N, 5° 4′ 37″ O                                                 | NL      |
|       | 181. | Beipanjiang-Eisenbahnbrücke                      | Beipan Jiang                           | 236            | 0468            | CFST          | 2002             | Schiene                                | Liupanshui, Guizhou 26° 12′ 35″ N, 104° 43′ 15″ O                                 | CHN*    |
|       | 182. | Beppu Myoban-Brücke                              |                                        | 235            | 0411            | Beton         | 1989             | Straße                                 | Beppu, Ōita 33° 18′ 58″ N, 131° 27′ 20″ O                                         | J       |
| Foto? | 183. | Jinghang-Kanal-Brücke                            | Jinghang-Kanal                         | 235            | 2577            | CFST          | 2001             | Straße                                 | Pizhou, Jiangsu 34° 17′ 6″ N, 117° 58′ 14″ O                                      | CHN*    |
|       | 184. | Ponte Bisantis                                   | Fiumarella                             | 231            |                 | Beton         | 1961             | Straße                                 | Catanzaro, Kalabrien 38° 54′ 24″ N, 16° 35′ 4″ O                                  | I       |
|       | 185. | Daniel Carter Beard Bridge                       | Ohio River                             | 231            | 640             | Stahl         | 1977             | Straße                                 | Cincinnati, Ohio 39° 6′ 2″ N, 84° 29′ 40″ W                                       | USA     |
|       | 186. | Irtyschbrücke                                    | Irtysch                                | 231            | 1302            | Stahl         | 2004             | Straße                                 | Chanty-Mansijsk, Jugra 60° 59′ 21″ N, 68° 58′ 51″ O                               | RUS     |
|       | 187. | Apollo-Brücke                                    | Donau                                  | 231            | 0854            | Stahl         | 2005             | Straße                                 | Bratislava 48° 8′ 15″ N, 17° 7′ 41″ O                                             | SK      |
|       | 188. | Piscataqua River Bridge                          | Piscataqua River                       | 230            | 1372            | Stahl         | 1973             | Straße                                 | Portsmouth (New Hampshire) 43° 5′ 34″ N, 70° 45′ 58″ W                            | USA     |
|       | 189. | McKees Rocks Bridge                              | Ohio River                             | 229            | 2225            | Stahl         | 1931             | Straße                                 | Pittsburgh, Pennsylvania 40° 28′ 37″ N, 80° 2′ 56″ W                              | USA     |
|       | 190. | AMVETS Memorial Bridge                           | New Croton Reservoir                   | 229            | 0293            | Stahl         | 1931             | Straße                                 | Yorktown Heights, New York 41° 14′ 16″ N, 73° 48′ 46″ W                           | USA     |
|       | 191. | Dreiländerbrücke Passerelle des Trois Pays       | Rhein                                  | 229            | 0248            | Stahl         | 2006             | Straße (Fußgänger-, Radfahrer- brücke) | Weil am Rhein, Baden-Württem- berg – Huningue, Elsass 47° 35′ 29″ N, 7° 35′ 23″ O | D F     |
|       | 192. | Zaporoze-Brücke                                  | Dnepr                                  | 228            |                 | Stahl         | 1952             | Schiene Straße                         | Saporischschja, Oblast Saporischschja 47° 49′ 14″ N, 35° 4′ 31″ O                 | UA      |
|       | 193. | Fort Pitt Bridge                                 | Monongahela River                      | 228            | 0368            | Stahl         | 1959             | Straße                                 | Pittsburgh, Pennsylvania 40° 26′ 20″ N, 80° 0′ 40″ W                              | USA     |
|       | 194. | Shengmi Brücke                                   | Gan Jiang                              | 228            | 0606            | CFST          | 2006             | Straße                                 | Nanchang, Jiangxi 28° 37′ 29″ N, 115° 49′ 35″ O                                   | CHN*    |
|       | 195. | Rio Zêzere-Brücke                                | Zêzere                                 | 224            | 245             | Beton         | 1993             | Straße                                 | Ferreira do Zêzere, Distrikt Santarém 39° 41′ 50″ N, 8° 13′ 48″ W                 | P       |
|       | 196. | Yadanabon-Brücke Irrawaddy-Brücke                | Irrawaddy                              | 224            | 1711            | Stahl         | 2008             | Straße                                 | Sagaing – Amarapura 21° 52′ 36″ N, 95° 59′ 47″ O                                  | MYA     |
|       | 197. | Qotour-Talbrücke                                 | Ghotour                                | 223            | 443             | Stahl         | 1970             | Schiene                                | Choy, West- Aserbaidschan 38° 28′ 41″ N, 44° 46′ 7″ O                             | IR      |
|       | 198. | Interstate 24 Bridge                             | Ohio River                             | 223            | 1695            | Stahl         | 1973             | Straße                                 | Paducah, Kentucky 37° 7′ 47″ N, 88° 41′ 18″ W                                     | USA     |
|       | 199. | Kylltalbrücke                                    | Kyll                                   | 223            | 0645            | Beton         | 1999             | Straße                                 | Bitburg, Rheinland-Pfalz 50° 1′ 11″ N, 6° 34′ 29″ O                               | D       |
|       | 200. | I-79 Neville Island Bridge                       | Ohio                                   | 221            | 1385            | Stahl         | 1976             | Straße                                 | Glenfield, Pennsylvania 40° 30′ 55″ N, 80° 8′ 2″ W                                | USA     |
|       | 201. | Navajo Bridge                                    | Colorado River, Marble Canyon          | 221            | 0277            | Stahl         | 1995             | Straße                                 | nahe Page (Arizona) 36° 49′ 5″ N, 111° 37′ 52″ W                                  | USA     |
| –     | 202. | Ponte Centrale                                   | A1, Schnellfahrstrecke Mailand–Bologna | 221            |                 | Stahl         | 2007             | Straße                                 | Reggio nell’Emilia, Emilia-Romagna 44° 43′ 38″ N, 10° 38′ 14″ O                   | I       |
|       | 203. | Viaur-Viadukt                                    | Viaur                                  | 220            | 0460            | Stahl         | 1902             | Schiene                                | Tanus, Département Tarn 44° 7′ 25″ N, 2° 19′ 52″ O                                | F       |
|       | 204. | Kaiserleibrücke                                  | Main                                   | 220            | 0220            | Stahl         | 1964             | Straße                                 | Frankfurt am Main, Offenbach am Main, Hessen 50° 6′ 40″ N, 8° 44′ 8″ O            | D       |
|       | 205. | Seiun-Bogenbrücke                                |                                        | 220            |                 | Stahl         | 1984             | Straße                                 | Hinokage, Miyazaki 32° 39′ 34″ N, 131° 23′ 24″ O                                  | J       |
|       | 206. | Utsumi-Brücke                                    |                                        | 220            | 0832            | Stahl         | 1989             | Straße                                 | Numakuma, Hiroshima 34° 22′ 32″ N, 133° 19′ 20″ O                                 | J       |
| Foto? | 207. | Liujing-Brücke                                   | Yujiang                                | 220            | 0480            | CFST          | 1999             | Straße                                 | Liujingshen, Guangxi 22° 51′ 48″ N, 108° 52′ 55″ O                                | CHN*    |
| Foto? | 208. | Xuguo-Brücke                                     |                                        | 220            | 0493            | Beton         | 2001             | Straße                                 | Luoyang, Henan 34° 45′ 37″ N, 111° 54′ 19″ O                                      | CHN*    |
|       | 209. | Nannidu-Brücke                                   | Nanli Duhe                             | 220            |                 | CFST          | 2002             | Straße                                 | Baiyangpingxiang, Hubei 30° 27′ 6″ N, 109° 43′ 22″ O                              | CHN*    |
|       | 210. | Talbrücke Alconétar                              | Tajo                                   | 220            | 400             | Stahl         | 2006             | Straße                                 | Cáceres, Extremadura 39° 43′ 10″ N, 6° 24′ 39″ W                                  | E       |
| Foto? | 211. | Kashirajima-Brücke                               |                                        | 218            | 0300            | Beton         | 2004             | Straße                                 | zur Kakijima-Insel, Okayama 34° 42′ 19″ N, 134° 17′ 8″ O                          | J       |
|       | 212. | Kobe-Brücke                                      |                                        | 217            | 319             | Stahl         | 1970             | Straße+Schiene                         | Kōbe, Präfektur Hyōgo 34° 40′ 42″ N, 135° 12′ 13″ O                               | J       |
|       | 213. | Brücke zur Insel Rokko                           |                                        | 217            | 19004           | Stahl         | 1993             | Straße                                 | Kōbe, Präfektur Hyōgo 34° 42′ 2″ N, 135° 16′ 24″ O                                | J       |
|       | 214. | Saikaibashi                                      | Hario-Meerenge                         | 216            | 0316            | Stahl         | 1955             | Straße                                 | Sasebo, Präfektur Nagasaki 33° 3′ 11″ N, 129° 45′ 28″ O                           | J       |
|       | 215. | Jangtsebrücke Jiujiang                           | Jangtsekiang                           | 216            | 4460            | Stahl         | 1992             | Straße+Schiene                         | Jiujiang, Jiangxi 29° 44′ 53″ N, 116° 0′ 54″ O                                    | CHN*    |
|       | 216. | Puente al Tercer Milenio                         | Ebro                                   | 216            | 0270            | Stahl         | 2008             | Straße                                 | Saragossa, Aragonien 41° 39′ 56″ N, 0° 54′ 30″ W                                  | E       |
|       | 217. | Cold Spring Canyon Arch Bridge                   | Cold Spring Canyon                     | 213            | 0371            | Stahl         | 1963             | Straße                                 | Santa Barbara (Kalifornien) 34° 31′ 34″ N, 119° 50′ 4″ W                          | USA     |
|       | 218. | Burro Creek 2005 Bridge                          | Burro Creek                            | 213            | 0300            | Stahl         | 2005             | Straße                                 | Wikieup, Arizona 34° 32′ 43″ N, 113° 26′ 36″ W                                    | USA     |
|       | 219. | Viaducto Martín Gil                              | Esla                                   | 210            | 0479            | Beton         | 1942             | Schiene                                | Zamora, Zamora 41° 39′ 3″ N, 5° 53′ 53″ W                                         | E       |
|       | 220. | Lingenauer Hochbrücke                            | Bregenzer Ach                          | 210            | 0370            | Beton         | 1968             | Straße                                 | Lingenau, Vorarlberg 47° 27′ 8″ N, 9° 53′ 17″ O                                   | A       |
|       | 221. | Zweite Mei-Shywe-Brücke                          | Keelung                                | 210            |                 | Stahl         | 1996             | Straße                                 | Taipeh 25° 3′ 22″ N, 121° 34′ 18″ O                                               | RC      |
|       | 222. | Kitakyushu Airport Access Bridge                 | Seto-Inlandsee                         | 210            | 2100            | Beton         | 2005             | Straße                                 | Kitakyūshū, Präfektur Fukuoka 33° 49′ 21″ N, 131° 1′ 17″ O                        | J       |
| Foto? | 223. | Warumio-Brücke                                   | Meeresarm                              | 210            |                 | Beton         | 2010             | Straße                                 | Okinawa Hontō, Okinawa 26° 40′ 2″ N, 127° 59′ 41″ O                               | J       |
|       | 224. | Jiubao-Brücke                                    | Qiantang-Fluss                         | 210            |                 | Stahl         | 2012             | Straße                                 | Hangzhou, Zhejiang 30° 17′ 34″ N, 120° 17′ 5″ O                                   | CHN*    |
|       | 225. | Galena Creek Bridge                              | Galena Creek                           | 210            | 525             | Beton         | 2012             | Straße                                 | Reno – Carson City, Nevada 39° 20′ 56″ N, 119° 47′ 29″ W                          | USA     |
|       | 226. | Delaware River–Turnpike Toll Bridge              | Delaware River                         | 208            | 2003            | Stahl         | 1956             | Straße                                 | Pennsylvania – New Jersey 40° 7′ 1″ N, 74° 49′ 50″ W                              | USA     |
| Foto? | 227. | Zigui-Longtanhe-Brücke                           |                                        | 208            |                 | CFST          | 1999             | Straße                                 | Hubei 30° 55′ 6″ N, 110° 44′ 23″ O                                                | CHN*    |
| Foto? | 228. | Wangchui-Brücke                                  |                                        | 208            |                 | CFST          | 2000             | Straße                                 | Xiangxi, Hunan                                                                    | CHN*    |
|       | 229. | Kitakami-Brücke                                  | Kitakami                               | 208            |                 | Stahl         | 2003             | Straße                                 | Ichinoseki, Iwate, Honshū 38° 53′ 55″ N, 141° 15′ 50″ O                           | J       |
|       | 230. | Wuyuan-Brücke                                    | Bucht des Xunjiang Harbor              | 208            |                 | Stahl         | 2004             | Straße                                 | Xiamen, Fujian 24° 32′ 29″ N, 118° 10′ 22″ O                                      | CHN*    |
|       | 231. | Burro Creek 1966 Bridge                          | Burro Creek                            | 207            | 293             | Stahl         | 1966             | Straße                                 | Wikieup, Arizona 34° 32′ 43″ N, 113° 26′ 37″ W                                    | USA     |
| Foto? | 232. | Tianchi-Brücke                                   | Stausee                                | 205            |                 | Beton         | 2007             | Straße                                 | Hongkouxiang, Fujian 26° 53′ 14″ N, 119° 17′ 9″ O                                 | CHN*    |
|       | 233. | Västerbron                                       | Riddarfjärden                          | 204            | 600             | Stahl         | 1935             | Straße                                 | Stockholm 59° 19′ 28″ N, 18° 1′ 38″ O                                             | S       |
|       | 234. | Dubuque-Wisconsin Bridge                         | Mississippi River                      | 204            | 899             | Stahl         | 2003             | Straße                                 | Dubuque, Iowa – Grant County; Wisconsin 42° 30′ 56″ N, 90° 38′ 8″ W               | USA     |
|       | 235. | Krka-Brücke                                      | Krka                                   | 204            | 391             | Beton         | 2004             | Straße                                 | Skradin, Šibenik-Knin 43° 48′ 31″ N, 15° 54′ 57″ O                                | HR      |
|       | 236. | Merwedebrücke Papendrecht                        | Beneden-Merwede                        | 203            | 1032            | Stahl         | 1967             | Straße                                 | Papendrecht – Dordrecht, Zuid-Holland 51° 49′ 24″ N, 4° 42′ 21″ O                 | NL      |
|       | 237. | Mianyang No. 3 Bridge                            | Fu Jiang                               | 202            |                 | CFST          | 1997             | Straße                                 | Mianyang, Sichuan 31° 27′ 41″ N, 104° 45′ 35″ O                                   | CHN*    |
|       | 238. | Moon Island Bridge                               | Yalu, Seitenarm                        | 202            |                 | CFST          | 2003             | Straße                                 | Dandong, Liaoning 40° 5′ 38″ N, 124° 21′ 37″ O                                    | CHN*    |
|       | 239. | Pont du Morbihan                                 | Vilaine                                | 201            | 376             | Beton         | 2003             | Straße                                 | La Roche-Bernard, Morbihan 47° 31′ 54″ N, 2° 18′ 1″ W                             | F       |
| Foto? | 240. | Pont de l’Europe                                 | Loire                                  | 200            | 470             | Stahl         | 2000             | Straße                                 | Orléans, Loiret 47° 53′ 44″ N, 1° 52′ 35″ O                                       | F       |
|       | 241. | Pfaffenbergbrücke                                | Zwenbergbach                           | 200            | 377             | Stahl         | 1971             | Straße                                 | Obervellach, Kärnten 46° 54′ 58″ N, 13° 15′ 13″ O                                 | A       |
|       | 242. | Nijino-Brücke                                    | Miyagase-Stausee                       | 200            |                 | Stahl         | 1985             | Straße                                 | Sagamihara, Kanagawa 35° 31′ 59″ N, 139° 13′ 5″ O                                 | J       |
|       | 243. | Fuling-Bogenbrücke                               | Wu Jiang                               | 200            |                 | Beton         | 1989             | Straße                                 | Fuling, Chongqing 29° 41′ 32″ N, 107° 24′ 24″ O                                   | CHN*    |
| Foto? | 244. | Nanhai Sanshanxi-Brücke                          | Dongping-Kanal                         | 200            | 290             | CFST          | 1995             | Straße                                 | Foshan, Guangdong 23° 2′ 26″ N, 113° 12′ 43″ O                                    | CHN*    |
|       | 245. | Maslenica-Autobahnbrücke                         | Meerenge von Maslenica                 | 200            | 380             | Beton         | 1997             | Straße                                 | Maslenica, Zadar 44° 14′ 12″ N, 15° 31′ 20″ O                                     | HR      |
|       | 246. | Ikeda Hesokko-Brücke                             | Yoshino                                | 200            | 705             | Beton         | 2000             | Straße                                 | Miyoshi, Tokushima 34° 1′ 31″ N, 133° 47′ 0″ O                                    | J       |
|       | 247. | Hechuan-Jialing-Brücke                           | Jialing-Fluss                          | 200            | 460             | CFST          | 2002             | Straße                                 | Hechuan, Chongqing 30° 0′ 6″ N, 106° 16′ 20″ O                                    | CHN*    |
| Foto? | 248. | Wangcun-Brücke                                   | Mengdong                               | 200            |                 | CFST          | 2003             | Straße                                 | Wangcunzhen, Hunan 28° 44′ 8″ N, 109° 56′ 47″ O                                   | CHN*    |
|       | 249. | Drachenbrücke Cầu Rồng                           | Han                                    | 200            | 666             | Stahl         | 2013             | Straße                                 | Đà Nẵng 16° 3′ 40″ N, 108° 13′ 38″ O                                              | VN      |

* nicht-offizielle Abkürzung

## Die größten Bogenbrücken ihrer Zeit
| Name                                                        | Ort                                               | Land              | Größte Spannweite (m) | von               | bis               | Bemerkungen |
| Steinbogenbrücken                                           | Steinbogenbrücken                                 | Steinbogenbrücken | Steinbogenbrücken     | Steinbogenbrücken | Steinbogenbrücken | Steinbogenbrücken                                                                                                   |
| ----------------------------------------------------------- | ------------------------------------------------- | ----------------- | --------------------- | ----------------- | ----------------- | --- |
| Ponte Emilio (Ponte Rotto, Pons Aemilius)                   | Rom                                               | Italien           | 024,3                 | 0142 v. Chr.      | 062 v. Chr.       | Bogenbrücke mit Keilsteingewölbe (Travertin), 1598 eingestürzt                                                      |
| Ponte Fabricio (Ponte dei Quattro Capi)                     | Rom                                               | Italien           | 025,0                 | 062 v. Chr.       | 040 v. Chr.       | Bogenbrücke (Opus caementicium: Betonkernbögen; lapis Gabinus: Bogenunterzüge, Pfeiler; Ziegel: Verkleidung)        |
| Ponte Cestio (Ponte San Bartolomeo)                         | Rom                                               | Italien           | 025,4                 | 040 v. Chr.       | 027 v. Chr.       | Bogenbrücke mit Keilsteingewölbe                                                                                    |
| Ponte d’Augusto                                             | Narni                                             | Italien           | 030,7                 | 027 v. Chr.       | 014               | Bogenbrücke mit Keilsteingewölbe                                                                                    |
| Pont Saint-Martin                                           | Pont-Saint-Martin (Aostatal)                      | Italien           | 031,4                 | 014               | 0211              | Segmentbogenbrücke mit Keilsteingewölbe                                                                             |
| Chabinas-Brücke (Cendere Köprüsü, Septimius-Severus-Brücke) | Eski Kâhta (Provinz Adıyaman)                     | Türkei            | 034,2                 | 0211              | 0605              | Bogenbrücke mit Keilsteingewölbe                                                                                    |
| Anji-Brücke (Zhaozhou-Brücke)                               | Shijiazhuang, Hebei                               | China             | 037,0                 | 0605              | 1283              | Segmentbogenbrücke (Kalkstein)                                                                                      |
| Pont del Diable (Puente del Diablo)                         | Martorell                                         | Spanien           | 037,3                 | 1283              | 1300              | Spitzbogenbrücke (roter und weißer Buntsandstein, gelber und grauer Kalkstein), 1939 zerstört, 1963 wiederaufgebaut |
| Ponte della Maddalena (Ponte del Diavolo)                   | Borgo a Mozzano                                   | Italien           | 037,8                 | 1300              | 1341              | Bogenbrücke |
| Pont du Diable (Vieux Pont)                                 | Céret                                             | Frankreich        | 045,5                 | 1341              | 1356              | Bogenbrücke |
| Ponte Scaligero (Ponte di Castelvecchio)                    | Verona                                            | Italien           | 048,7                 | 1356              | 1377              | Segmentbogenbrücke (Sandstein, Ziegel)                                                                              |
| Ponte di Trezzo sull' Adda                                  | Trezzo sull’Adda                                  | Italien           | 072,0                 | 1377              | 1416              | Segmentbogenbrücke, 1416 zerstört                                                                                   |
| Ponte Scaligero (Ponte di Castelvecchio)                    | Verona                                            | Italien           | 048,7                 | 1416              | 1479              | Segmentbogenbrücke (Sandstein, Ziegel)                                                                              |
| Pont de Vieille-Brioude                                     | Vieille-Brioude                                   | Frankreich        | 054,6                 | 1479              | 1822              | Bogenbrücke, 1822 eingestürzt                                                                                       |
| Pont Grand                                                  | Tournon-sur-Rhône                                 | Frankreich        | 049,2                 | 1822              | 1834              | Bogenbrücke |
| Grosvenor Bridge                                            | Chester                                           | Großbritannien    | 061,0                 | 1834              | 1864              | Segmentbogenbrücke (Sandstein)                                                                                      |
| Union Arch Bridge (Cabin John Bridge)                       | Cabin John (Maryland)                             | USA               | 067,0                 | 1864              | 1903              | Segmentbogenbrücke (Granit, Sandstein)                                                                              |
| Adolphe-Brücke (Neue Brücke)                                | Luxemburg (Stadt)                                 | Luxemburg         | 084,5                 | 1903              | 1905              | Segmentbogenbrücke (Sandstein) mit Stahlbetonbrückenplatte                                                          |
| Friedensbrücke (Syratalviadukt)                             | Plauen                                            | Deutschland       | 090,0                 | 1905              | nach 1960         | Segmentbogenbrücke (Bruchstein, Fruchtschiefer, Zementmörtel)                                                       |
| Danhe-Brücke                                                | Shanxi                                            | China             | 146,0                 | 2000              | –                 | Segmentbogenbrücke mit Stahlbetonbrückenplatte                                                                      |
| Betonbogenbrücken                                           |                                                   |                   |                       |                   |                   | |
| Aquädukt über die Murg                                      | Langenbrand                                       | Deutschland       | 040                   | 1885              | 1893              | Stampfbetonbrücke                                                                                                   |
| Munderkinger Donaubrücke                                    | Munderkingen                                      | Deutschland       | 050                   | 1893              | 1904              | Erste dreigelenkige Stampfbetonbrücke, 1945 zerstört                                                                |
| Grünwalder Isarbrücke                                       | Grünwald                                          | Deutschland       | 070                   | 1904              | 1908              | Stampfbetonbrücke (teilbewehrt), 1998 abgebrochen                                                                   |
| Walnut Lane Bridge                                          | Philadelphia (Pennsylvania)                       | USA               | 071                   | 1908              | 1910              | Stampfbetonbrücke                                                                                                   |
| Detroit Avenue Bridge (Rocky River Bridge)                  | Rocky River (Ohio), Lakewood (Ohio)               | USA               | 085                   | 1910              | 1910              | Stampfbetonbrücke, 1980 abgebrochen                                                                                 |
| Grafton Bridge                                              | Auckland                                          | Neuseeland        | 098                   | 1910              | 1911              | Stahlbetonbrücke |
| Ponte del Risorgimento                                      | Rom                                               | Italien           | 100                   | 1911              | 1923              | Stahlbetonbrücke |
| Franklin Avenue Bridge (F. W. Cappelen Memorial Bridge)     | Minneapolis (Minnesota)                           | USA               | 122                   | 1923              | 1923              | Stahlbetonbrücke |
| Pont de Saint-Pierre-du-Vauvray                             | Saint-Pierre-du-Vauvray                           | Frankreich        | 132                   | 1923              | 1928              | Stahlbetonbrücke, 1940 zerstört, 1947 wiederaufgebaut                                                               |
| Pont Caquot                                                 | Allonzier-la-Caille                               | Frankreich        | 138                   | 1928              | 1930              | Stampfbetonbrücke                                                                                                   |
| Pont Albert-Louppe (Pont de Plougastel)                     | Rade de Brest                                     | Frankreich        | 186                   | 1930              | 1942              | Stahlbetonbrücke |
| Viaducto Martín Gil                                         | Manzanal del Barco                                | Spanien           | 192                   | 1942              | 1943              | Stahlbetonbrücke; größte, in Melan-Bauweise hergestellte Brücke                                                     |
| Sandöbron                                                   | Kramfors                                          | Schweden          | 264                   | 1943              | 1963              | Stahlbetonbrücke |
| Ponte da Arrábida                                           | Porto                                             | Portugal          | 270                   | 1963              | 1964              | Stahlbetonbrücke |
| Gladesville Bridge                                          | Sydney                                            | Australien        | 305                   | 1964              | 1980              | Stahlbetonbrücke |
| Krk-Brücke                                                  | Krk                                               | Kroatien          | 390                   | 1980              | 1997              | Stahlbetonbrücke |
| Wanxian-Brücke                                              | Wanzhou                                           | China             | 420                   | 1997              | 2016              | Stahlbetonbrücke mit Spannbetonbrückenplatte                                                                        |
| Qinglong-Eisenbahnbrücke                                    | Guizhou                                           | China             | 445                   | 2016              | –                 | Stahlbetonbrücke mit Spannbetonbrückenplatte                                                                        |
| Eisen- und Stahlbogenbrücken                                |                                                   |                   |                       |                   |                   | |
| The Iron Bridge                                             | Ironbridge                                        | Großbritannien    | 030                   | 1781              | 1796              | Gusseisenbrücke |
| Wearmouth Bridge                                            | Sunderland                                        | Großbritannien    | 072                   | 1796              | 1819              | Gusseisenbrücke |
| Southwark Bridge                                            | London                                            | Großbritannien    | 073                   | 1819              | 1850              | Gusseisenbrücke, 1913 abgebrochen                                                                                   |
| Britannia Bridge                                            | Bangor, Menai Strait                              | Großbritannien    | 140                   | 1850              | 1874              | Schmiedeeiserne Brücke                                                                                              |
| Eads Bridge                                                 | St. Louis (Missouri), East St. Louis (Illinois)   | USA               | 158                   | 1874              | 1877              | Stahlbrücke, erster Freivorbau                                                                                      |
| Ponte Maria Pia                                             | Porto                                             | Portugal          | 160                   | 1877              | 1884              | Schmiedeeiserne Brücke                                                                                              |
| Viaduc de Garabit                                           | Ruynes-en-Margeride                               | Frankreich        | 165                   | 1884              | 1886              | Schmiedeeiserne Brücke, bis 1909 höchste Brücke (danach: Viaduc des Fades)                                          |
| Ponte Dom Luís I                                            | Porto                                             | Portugal          | 172                   | 1886              | 1898              | Schmiedeeiserne Brücke                                                                                              |
| Upper Steel Arch Bridge (Fallsview Bridge)                  | Niagara Falls (New York), Niagara Falls (Ontario) | USA, Kanada       | 256                   | 1898              | 1918              | Stahlbrücke, 1938 eingestürzt                                                                                       |
| Hell Gate Bridge                                            | New York City (New York)                          | USA               | 298                   | 1918              | 1931              | Stahlbrücke |
| Bayonne Bridge                                              | Bayonne (New Jersey), Staten Island (New York)    | USA               | 511                   | 1931              | 1977              | Stahlbrücke |
| New River Gorge Bridge                                      | Fayetteville (West Virginia)                      | USA               | 518                   | 1977              | 2003              | Stahlbrücke |
| Lupu-Brücke                                                 | Shanghai                                          | China             | 550                   | 2003              | 2009              | Stahlbrücke |
| Chaotianmen-Yangtse-Brücke                                  | Chongqing                                         | China             | 552                   | 2009              | 2020              | Stahlbrücke |
| Dritte-Pingnan-Brücke                                       | Guangxi                                           | China             | 575                   | 2020              | 2024              | Stahlbrücke, betongefüllte Stahlröhren (CFST)                                                                       |
| Tian’e-Longtan-Brücke                                       | Guangxi                                           | China             | 600                   | 2024              | –                 | Stahlbrücke, betonummantelte Stahlbögen                                                                             |

## Anmerkung
1. ↑  Eine Unterscheidung zwischen „echten“ und „unechten“ Bogenbrücken wie im Artikel Bogenbrücke wird nicht vorgenommen.